# Podreber (gmina Semič)
Podreber – wieś w Słowenii, w gminie Semič. W 2018 roku liczyła 69 mieszkańców.